# 庾炳之
庾炳之（388年—450年），字仲文，颍川郡鄢陵县（今河南鄢陵）人，中国南北朝南朝宋大臣。晋司空庾冰曾孙，广州刺史庾蕴之孙，庾登之的弟弟。
庾炳之初为秘书、太子舍人，晋朝末年为广平郡太守。刘宋建立出补钱塘令，治民有政绩，历任丹阳丞、南梁郡太守、临川内史、南泰山郡太守。宋文帝与彭城王刘义康、领军将军刘湛不和，庾炳之为宋文帝暗通消息，刘义康出藩，刘湛伏诛。庾炳之因此深受宠信，官至尚书吏部郎、吏部尚书。与沈演之同参机密，加侍中，本州大中正。内外归附，势倾朝野。庾炳之主管本州选举，为人强急而不耐烦，素无学术，领选不采众意。贪赃受贿，选举不实，为有司所奏，被免官。元嘉二十七年（450年）卒於家，時年六十三歲。子庾弘远。

## 延伸阅读
[在维基数据编辑]
 《宋書·卷53》，出自沈约《宋书》